# Hohenzollernstraße (Düren)

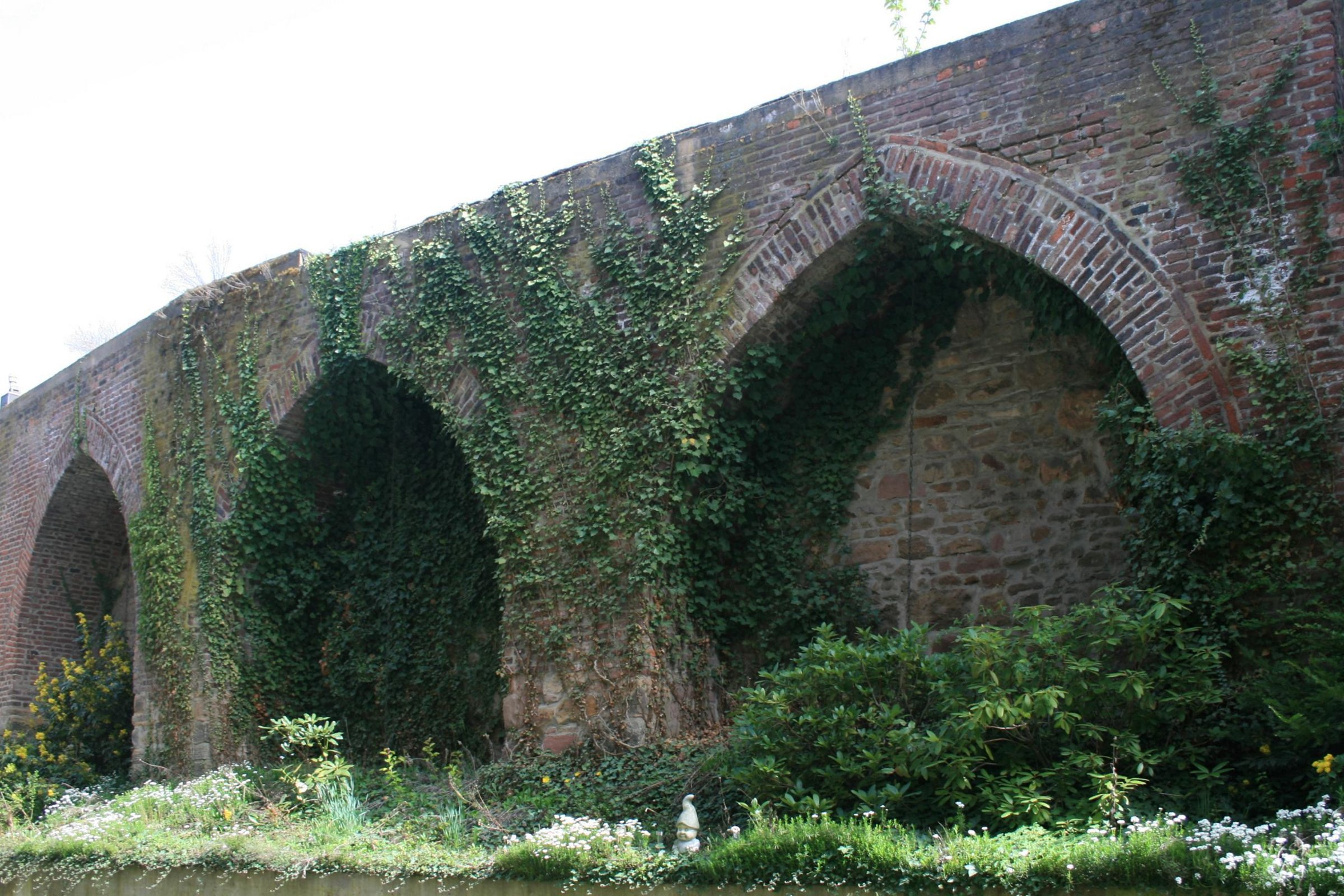
Stadtmauerrest in der Straße

Die Hohenzollernstraße in der Kreisstadt Düren (Nordrhein-Westfalen) ist eine alte Innerortsstraße. Sie beginnt an der  Kölnstraße und endet an der Bonner Straße. Im weiteren Verlauf führt sie über die Friedrichstraße und die Nideggener Straße südlich aus der Innenstadt hinaus. Sie ist klassifiziert als Bundesstraße 264.
An der Einmündung Hohenzollernstraße/Kölnstraße steht die Hauptpost, deren Räume heute größtenteils vermietet sind. Auf dem Gelände, auf dem ehemalige Postbauten abgerissen wurden, entstand 2011/2012 ein Einkaufszentrum. Kaum wahrnehmbar hinter Häusern im südlichen Bereich versteckt steht ein Rest der Stadtmauer, der unter Denkmalschutz steht.

## Geschichte
Die Straße verläuft vor der ehemaligen Stadtmauer am östlichen Innenstadtrand. Davon zeugt ein alter Stadtturm zwischen der Hohenzollernstraße und Am Pletzerturm, der Pletzergassenturm.
Im Zuge dieser Straße verlief früher die „Köln-Obertor-Promenade“, die bereits 1834 angelegt wurde. Am 31. Juli 1896 beschloss der Stadtrat, die Straße nach dem Herrschergeschlecht der Hohenzollern zu benennen.